# Rumor

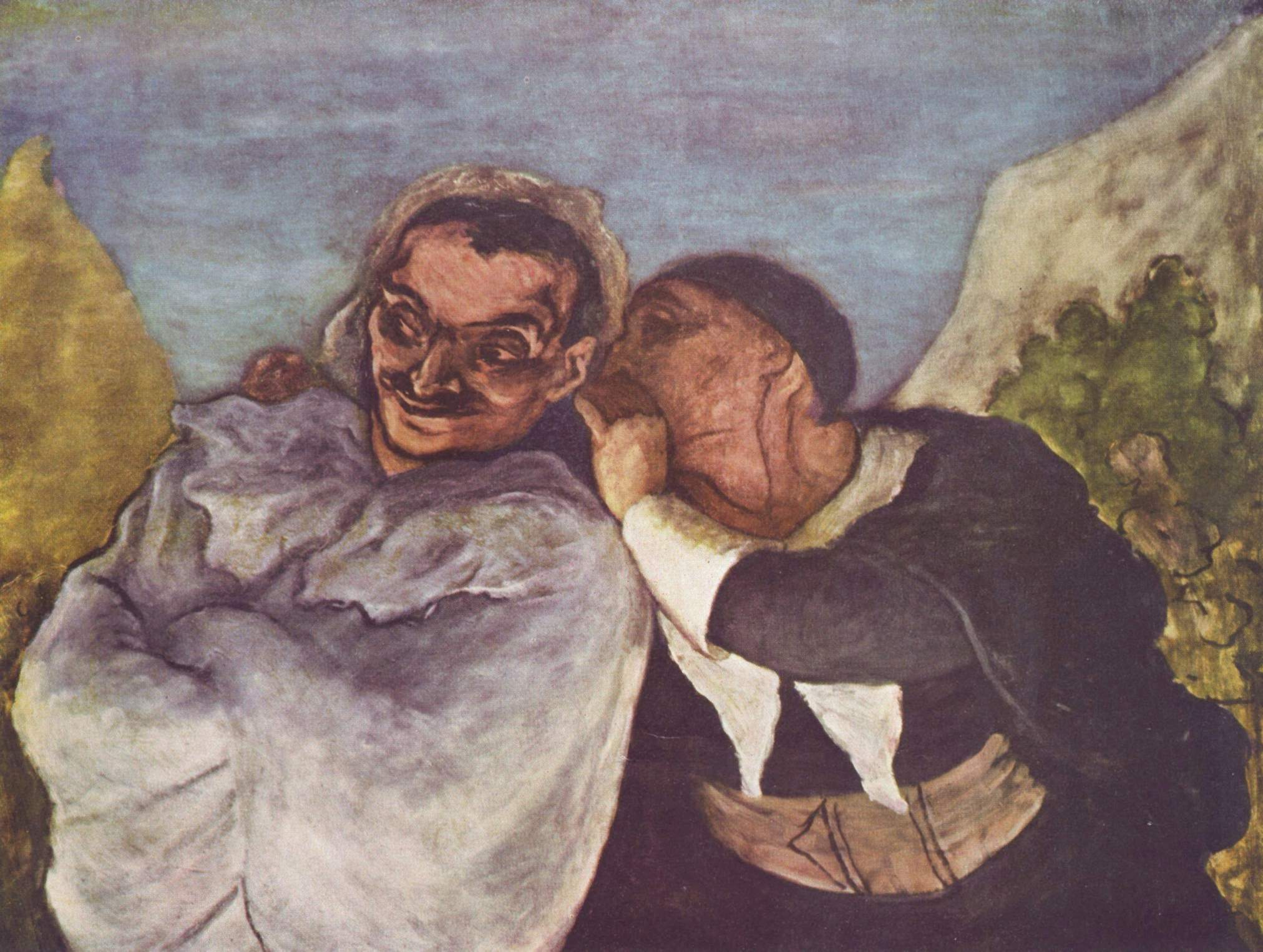
Crispin y Scapin, pintura al óleo de Honoré Daumier, 1858-1860.

Los rumores son proposiciones diseñadas para ser creídas, y que se transmiten de persona a persona, habitualmente de forma oral, sin que existan datos para comprobar su veracidad o infundado con un mínimo de información manipulada. Se trata de especulaciones no confirmadas que se intentan dar por ciertas con un objetivo determinado, y que condicionan el comportamiento de los demás por encima de la información objetiva. Al no ser información contrastada, rara vez se difunde de forma abierta, aunque esto no impide que se extienda de forma rápida. La forma tradicional y más usada de extender un rumor ha sido siempre el boca a boca, pero con la aparición de internet, la sociedad ha aprovechado el anonimato que da este medio para extender todo tipo de rumores.
Los rumores transmiten con enorme eficiencia la información social ya que tienen un enorme potencial manipulador, porque las personas tendemos a ajustar nuestra propia visión del mundo, a la percepción de este que tienen los otros.  
Ha sido y es usado tanto como herramienta política como comercial, aparte del uso individual que le dan las personas anónimas para aventajar a alguien o a algo, o simplemente dejarle en mal lugar sin beneficio directo para el que inicia el rumor. También hay rumores cuya única finalidad es la diversión, tengan o no efectos negativos. Algunos de estos rumores iniciados como una broma, no tienen posibilidad de ser demostrados como falsos ni como auténticos, y si perduran en el tiempo, acaban convirtiéndose en leyendas urbanas.
El rumor nunca tiene una fuente definida, aunque casi siempre trata de ubicar la fuente de la información lo más cerca posible del objeto sobre el que se informa.
Desde un punto de vista positivo, el rumor se asocia con una medida para conocer la fuerza de la comunicación de una organización o de un tema determinado en los medios de comunicación.

## El rumor dentro de las organizaciones
El rumor es ineludible en una organización, y como tal es un canal más de comunicación interna. Una empresa puede no tener Intranet, o carecer de revista interna, pero nunca podrá evitar tener rumores. Pensado de esta manera, la gestión del rumor pasa a ser una parte integral del plan de comunicación interna de la empresa. Para ello hay aspectos clave: contar con un plan de comunicación interna que contemple medios y canales sólidos, y que coloque en un lugar jerárquico los temas que revisten mayor interés para la gente de la empresa; identificar a los interlocutores clave, las personas más escuchadas; generar espacios en los que el personal pueda preguntar y se le responda con transparencia; intervenir con rapidez ante la proliferación de un rumor; valorar al rumor y escucharlo sistemáticamente como una importante fuente de feedback.
En cualquier organización, cuanto más elevadas sean la falta de información y la relevancia del tema, más fuerte, sostenido y masivo será el rumor.

## Acepciones del término
El término rumor tiene dos acepciones:
- Ruido informal, persistente, y sin una fuente precisa (por ejemplo, murmullos en una muchedumbre, incluso ruido de fondo provocado por el oleaje y el viento en la mar);
- Transmisión de un hecho o de una historia con pretensión de verdadera, y/o con pretensión de revelación, por la vía de un medio de comunicación formal o informal.

Es este segundo sentido el que se discute aquí, y el que engloba realidades muy diversas:
- Falsas informaciones, errores periodísticos, maniobras de desinformación, por más que sean desmentidos a posteriori, siempre dejan dudas y crean falsas controversias
- Prejuicios, cuando son contados — es la razón por la cual se pudo calificar a los protocolos de los sabios de Sion como un rumor antisemita
- Propaganda, cuando ella se basa en historias de vida, en casos ejemplares, en teorías globales
- Broma, farsa, bulo, cuando aún no fue revelado — algunos analistas asimilan este caso a la emisión radiodifundida en 1938 de Orson Welles sobre la Guerra de los mundos como una información transmitida como un rumor
- Ciertas formas de teorías conspirativas, cuando la narración es más importante que la revelación
- Leyenda contemporánea o leyenda urbana, cuando ella pierde su lado puramente anecdótico y se ubica en el centro de las controversias, en particular las de tipo mediático. Ejemplo de leyenda contemporánea: la historia de un terrorista de gran corazón y sentimientos nobles se hizo circular con el calificativo de rumor poco después de los atentados del 11 de septiembre de 2001 [alguien implicado que prevenía sobre la inminencia de un gran atentado, un alma buena responsable de una buena acción]
- Comunicación viral, cuando el producto promovido queda relegado por una muy buena historia.

Los rumores pueden ser parte de técnicas de influencia social, en el marco de estrategias de diversión.